# Alfred de Lostalot
Alfred de Lostalot, né le 7 décembre 1837 à Paris et mort le 2 mars 1909 à Asnières-sur-Seine, est un médecin, homme de lettres, critique d'art, fondateur de revue et dessinateur français.

## Biographie
Jean Jacques Alfred de Lostalot-Bachoué est né le 7 décembre 1837 à Paris. Il le fils de Jean-Pierre de Lostalot Bachoué (1802-1877), docteur en Médecine né à Vialer, propriétaire et de Caroline Louise de Massias (?-27 janvier 1857).[réf. nécessaire] De Lostalot-Bachoué est descendant d'une famille de la noblesse gasconne du Béarn.
Il est docteur en médecine de la Faculté de Paris et fait des études à la faculté des sciences de Bordeaux où il obtient son baccalauréat ès sciences. Il dessine divers sujets pour les éditeurs Lebigre-Duquesne : Le Prince impérial, Portrait de Pie IX, Portrait de Hardy, Modèle pour un tableau d'honneur, La Ninette, polka chinoise (1860-1866). À partir de 1866 il devient chroniqueur du journal  L'Illustration dont il sera secrétaire général pendant plusieurs années. En 1867, dans l'un des numéros de L'Illustration, il présente le compositeur Mariano Soriano Fuertes.
Alfred de Lostalot est cité p.246 et 247, dans le livre "La Promenade du critique influent : Anthologie de la critique d'art en France 1850-1900" de Jean-Paul Bouillon (1990) qui indique: 
"Bien qu'il compte parmi les écrivains d'art les plus prolifiques et les plus écoutés du moment, et qu'il soit aussi l'un des plus estimables à l'intérieur du courant éclectique et libéral, Alfred de Lostalot (de Bachoué, selon la Grande Encyclopédie) né à Paris en 1837 reste pratiquement inconnu aujourd'hui."
Il se marie le 8 novembre 1876 à Adèle Louise Pauline Le Maire à Olivet, Loiret. Adèle est descendante d'une vieille famille franc-comtoise qui s'est installée depuis longtemps en Suisse à Genève.
En 1879, de Lostalot démissionne des cadres des officiers de l'armées et est nommé inspecteur adjoint des enfants du 1er âge à Paris (Service de la protection des enfants).
En 1880, touché par la mort d'Edmond Duranty "l'un de ses plus précieux collaborateurs" Alfred de Lostalot écrivit sa nécrologie dans La Chronique des arts et de la curiosité : supplément à la Gazette des beaux-arts.
En 1883, il devient membre de la Ligue populaire contre l'abus de la vivisection.
En 1894, Alfred de Lostalot devient directeur de la Gazette des Beaux-Arts puis six ans plus tard membre du jury de l’Exposition universelle de 1900,
Alfred de Lostalot meurt le 2 mars 1909 à Asnières-sur-Seine.

## Distinctions
- Chevalier de la Légion d'honneur (1871)

## Publications
- Les procédés de la gravure, A. Quantin,1882[10],[11]
- Les Chefs-d'Oeuvre de l'Art au XIXe siècle - L'école française de Delacroix à Regnault, 1891 avec André Michel
- Dessins et modèles. Les arts du bois (Sculpture sur bois - Meubles),1895